# París-Niza 1981
La París-Niza 1981, fue la edición número 39 de la carrera, que estuvo compuesta de ocho etapas y un prólogo disputados del 11 al 18 de marzo de 1981. Los ciclistas completaron un recorrido de 1.110 km con salida en Meaux y llegada a Col d'Èze, en Francia. La carrera fue vencida por el irlandés Stephen Roche, que fue acompañado en el podio por el holandés Adrie van der Poel y el belga Alfons de Wolf. 

## Resultados de las etapas
| Etapa                  | Fecha       | Recorrido                             | km      | Ganador                | Líder              |
| ---------------------- | ----------- | ------------------------------------- | ------- | ---------------------- | ------------------ |
| Prólogo                | 11 de marzo | Meaux(CRI)                            | 7.3 km  | Knut Knudsen           | Knut Knudsen       |
| 1ª etapa               | 12 de marzo | Joigny-Château Chinon                 | 177 km  | Silvano Contini        | Silvano Contini    |
| 2ª etapa, 1º sector    | 13 de marzo | Château Chinon-Bourbon-Lancy          | 101 km  | Roger de Vlaeminck     | Silvano Contini    |
| 2.ª etapa, 2.º sector  | 13 de marzo | Bourbon-Lancy (CRE)                   | 27 km   | Peugeot-Esso-Michelin  | Michel Laurent     |
| 3.ª etapa              | 14 de marzo | Bourbon-Lancy-Sant-Etiève             | 217 km  | Adrie van der Poel     | Stephen Roche      |
| 4ª etapa               | 15 de marzo | Bollène-Miramas                       | 189 km  | Roger de Vlaeminck     | Adrie van der Poel |
| 5ª etapa               | 16 de marzo | Miramas-Le Castellet                  | 175 km  | Tommy Prim             | Stephen Roche      |
| 6ª etapa               | 17 de marzo | La Seyne-sur-Mer-Mandelieu-la-Napoule | 175 km  | Phil Anderson          | Stephen Roche      |
| 7.ª etapa, 1.er sector | 18 de marzo | Mandelieu-la-Napoule-Niza             | 57.5 km | Jean-Luc Vandenbroucke | Stephen Roche      |
| 7.ª etapa, 2.º sector  | 18 de marzo | Niza-Col d'Èze (CRI)                  | 11 km   | Stephen Roche          | Stephen Roche      |

## Etapas

### Prólogo
11-03-1981. Meaux, 7.3 km. CRI
|   | Ciclista               | Equipo                | Tiempo |
| - | ---------------------- | --------------------- | ------ |
| 1 | Knut Knudsen           | Bianchi-Piaggio       | 9' 18" |
| 2 | Jean-Luc Vandenbroucke | La Redoute-Motobécane | + 2"   |
| 3 | Regis Clère            | Miko-Mercier-Vivagel  | + 12"  |

### 1ª etapa
12-03-1981. Joigny-Château Chinon, 177 km.
|   | Ciclista        | Equipo                       | Tiempo     |
| - | --------------- | ---------------------------- | ---------- |
| 1 | Silvano Contini | Bianchi-Piaggio              | 4h 59' 59" |
| 2 | Michel Laurent  | Peugeot-Esso-Michelin        | + 12"      |
| 3 | Eddy Schepers   | DAF Trucks-Cote d'Or-Gazelle | + 2' 06"   |

### 2ª etapa, 1º sector
13-03-1981. Château Chinon-Bourbon-Lancy 101 km.
|   | Ciclista           | Equipo                       | Tiempo     |
| - | ------------------ | ---------------------------- | ---------- |
| 1 | Roger de Vlaeminck | DAF Trucks-Cote d'Or-Gazelle | 2h 34' 02" |
| 2 | Noël Dejonckheere  | Teka                         | m. t.      |
| 3 | Rik van Linden     | Boule d'Or                   | m. t.      |

### 2.ª etapa, 2.º sector
13-03-1981. Bourbon-Lancy 101 km. (CRE)
|   | Equipo                       | Tiempo  |
| - | ---------------------------- | ------- |
| 1 | Peugeot-Esso-Michelin        | 36' 04" |
| 2 | Bianchi-Piaggio              | + 49"   |
| 3 | DAF Trucks-Cote d'Or-Gazelle | + 55"   |

### 3ª etapa
14-03-1981. Bourbon-Lancy-Sant-Etiève 217 km.
|   | Ciclista            | Equipo                       | Tiempo     |
| - | ------------------- | ---------------------------- | ---------- |
| 1 | Adrie van der Poel  | DAF Trucks-Cote d'Or-Gazelle | 5h 52' 12" |
| 2 | Serge Beucherie     | Sem-France Loire-Campagnolo  | + 7"       |
| 3 | Jean-Louis Gauthier | Miko-Mercier-Vivagel         | m. t.      |

### 4ª etapa
15-03-1981. Bollène-Miramas, 189 km.
|   | Ciclista               | Equipo                       | Tiempo     |
| - | ---------------------- | ---------------------------- | ---------- |
| 1 | Roger de Vlaeminck     | DAF Trucks-Cote d'Or-Gazelle | 5h 15' 39" |
| 2 | Jacques Bossis         | Peugeot-Esso-Michelin        | + 10"      |
| 3 | Jean-Luc Vandenbroucke | La Redoute-Motobécane        | m. t.      |

### 5ª etapa
16-03-1981. Miramas-Le Castellet, 175 km.
|   | Ciclista            | Equipo                | Tiempo     |
| - | ------------------- | --------------------- | ---------- |
| 1 | Tommy Prim          | Bianchi-Piaggio       | 4h 57' 51" |
| 2 | Dominique Arnaud    | Puch-Wolber           | + 1"       |
| 3 | Ferdi van den Haute | La Redoute-Motobécane | + 4"       |

### 6ª etapa
17-03-1981. La Seyne-sur-Mer-Mandelieu-la-Napoule, 175 km.
|   | Ciclista               | Equipo                | Tiempo     |
| - | ---------------------- | --------------------- | ---------- |
| 1 | Phil Anderson          | Peugeot-Esso-Michelin | 4h 42' 15" |
| 2 | Jean-Luc Vandenbroucke | La Redoute-Motobécane | + 12"      |
| 3 | Régis Clère            | Miko-Mercier-Vivagel  | + 14"      |

### 7ª etapa, 1º sector
18-03-1981. Mandelieu-la-Napoule-Niça, 57.5 km.
|   | Ciclista               | Equipo                | Tiempo     |
| - | ---------------------- | --------------------- | ---------- |
| 1 | Jean-Luc Vandenbroucke | La Redoute-Motobécane | 1h 27' 53" |
| 2 | Régis Clère            | Miko-Mercier-Vivagel  | + 10"      |
| 3 | Stephen Roche          | Peugeot-Esso-Michelin | m. t.      |

### 7.ª etapa, 2.º sector
18-03-1981. Niza-Col d'Èze, 11 km. CRI
|   | Ciclista               | Equipo                | Tiempo  |
| - | ---------------------- | --------------------- | ------- |
| 1 | Stephen Roche          | Peugeot-Esso-Michelin | 21' 09" |
| 2 | Knut Knudsen           | Bianchi-Piaggio       | + 2"    |
| 3 | Jean-Luc Vandenbroucke | La Redoute-Motobécane | + 12"   |

## Clasificaciones finales

### Clasificación general
| Pos. | Ciclista               | Equipo                       | Tiempo      |
| ---- | ---------------------- | ---------------------------- | ----------- |
|      | Stephen Roche          | Peugeot-Esso-Michelin        | 30h 17' 50" |
| 2    | Adrie van der Poel     | DAF Trucks-Cote d'Or-Gazelle | + 1' 19"    |
| 3    | Alfons de Wolf         | Vermeer-Thijs                | + 1' 55"    |
| 4    | Pierre Bazzo           | La Redoute-Motobécane        | + 3' 22"    |
| 5    | Peter Zijerveld        | HB Alarmsystemen             | + 3' 24"    |
| 6    | Serge Beucherie        | Sem-France Loire-Campagnolo  | + 4' 19"    |
| 7    | Bernardo Alfonsel      | Teka                         | + 4' 39"    |
| 8    | Jacques Bossis         | Peugeot-Esso-Michelin        | + 5' 11"    |
| 9    | Jean-Luc Vandenbroucke | La Redoute-Motobécane        | + 8' 15"    |
| 10   | Régis Clère            | Miko-Mercier-Vivagel         | + 9' 44"    |